# Atang Senjaya
Atang Senjaya is een bestuurslaag in het regentschap Bogor van de provincie West-Java, Indonesië. Atang Senjaya telt 3489 inwoners (volkstelling 2010).